# Antracén
Az antracén egy aromás szénhidrogén, három benzolgyűrűből épül fel. A gyűrűk lineáris anellációjúak, ez azt jelenti, hogy a középpontjaik egy egyenesbe esnek. A vegyület vázának számozása speciális, azok közé a vegyületek közé tartozik, amelyeknél a IUPAC megtartotta a hagyományos számozást. Az 1993-as IUPAC-nevezéktan szerint a név korlátlanul szubsztituálható.
Az antracén elnevezés a görög anthraksz (ἄνθραξ, szén) szóból származik.

## Jellemzői
Képződik számos szénvegyület száraz lepárlásakor; nagyobb mennyiségben a kőszénkátrányban található, ebből is készítik. Szintézis útján is előállítható. Színtelen, egyhajlású kristályokból áll; etanolban és dietil-éterben kevéssé, forró benzolban könnyen oldható, 213°-on megolvad, 360° felett forr. Nagyszámú származékait ismerjük. Könnyen addicionál hidrogént a középső gyűrű szénatomjain, ekkor a számozás megváltozik, és 9,10-dihidroantracénné válik. 